# Gentiana longicollis
Gentiana longicollis är en gentianaväxtart som beskrevs av Guy L. Nesom. Gentiana longicollis ingår i släktet gentianor, och familjen gentianaväxter. Inga underarter finns listade i Catalogue of Life.